# Языково (Благоварский район)
Язы́ково (баш. Языков) — село, административный центр Благоварского района Республики Башкортостан, а также центр Языковского сельсовета.

## Название
Носит имя бывших владельцев-помещиков Симбирской губернии Языковых.

## История
Языково было основано в 1801—1805 годах. Село носит имя бывших владельцев Языковых. Проживали в Языкове большей частью русские, бывшие помещичьи крестьяне, выходцы из Симбирской губернии: Милушкины, Канаевы, Лесины.
Ранее являлось центром Новосёловской волости Уфимской губернии.
Накануне революции имение принадлежало графу Петру Петровичу Толстому.

## Население
| 1939 | 1959  | 1970  | 1979  | 1989  | 2002  | 2009  | 2010  | 2021  |
| ---- | ----- | ----- | ----- | ----- | ----- | ----- | ----- | ----- |
| 2160 | ↘1674 | ↗2129 | ↗3521 | ↗4534 | ↗5918 | ↗6477 | ↘6368 | ↗7004 |

Национальный состав
Согласно переписи 2002 года, преобладающие национальности — татары (38,3 %), башкиры (32,2 %).
Согласно переписи 2020 года, преобладающие национальности — татары (39,2 %), башкиры (35,9 %), русские (22,5 %).

## Географическое положение
Расположено на берегу реки Кармасан.

## Радио
- 66,68 МГц — Радио Юлдаш плюс (Уфа);
- 68,24 МГц — Радио России (Уфа);
- 103,7 МГц — Радио России (Бакалы).

## Спорт
- ДЮСШ.

## Религия
Мечети
- Мечеть

Православные храмы
- Церковь Покрова Пресвятой Богородицы;
- Часовня

## Известные люди
- Рим Махмутович Хасанов — башкирский советский композитор-песенник.